# Bhutan i olympiska sommarspelen 1988
Bhutan deltog i de olympiska sommarspelen 1988 med en trupp bestående av tre deltagare, men ingen av landets deltagare erövrade någon medalj.

## Bågskytte
Herrar
| Bågskytt                                   | Gren                   | Rankningsrunda | Rankningsrunda | Åttondelsfinal   | Åttondelsfinal   | Kvartsfinal      | Kvartsfinal      | Semifinal        | Semifinal        | Final            | Final            |
| Bågskytt                                   | Gren                   | Poäng          | Placering      | Poäng            | Placering        | Poäng            | Placering        | Poäng            | Placering        | Poäng            | Placering        |
| ------------------------------------------ | ---------------------- | -------------- | -------------- | ---------------- | ---------------- | ---------------- | ---------------- | ---------------- | ---------------- | ---------------- | ---------------- |
| Thinley Dorji                              | Herrarnas individuella | 1144           | 73             | Gick inte vidare | Gick inte vidare | Gick inte vidare | Gick inte vidare | Gick inte vidare | Gick inte vidare | Gick inte vidare | Gick inte vidare |
| Pema Tshering                              | Herrarnas individuella | 1124           | 76             | Gick inte vidare | Gick inte vidare | Gick inte vidare | Gick inte vidare | Gick inte vidare | Gick inte vidare | Gick inte vidare | Gick inte vidare |
| Jigme Tshering                             | Herrarnas individuella | 1070           | 80             | Gick inte vidare | Gick inte vidare | Gick inte vidare | Gick inte vidare | Gick inte vidare | Gick inte vidare | Gick inte vidare | Gick inte vidare |
| Thinley Dorji Jigme Tshering Pema Tshering | Damernas lagtävling    | 3338           | 22             | Gick inte vidare | Gick inte vidare | Gick inte vidare | Gick inte vidare | Gick inte vidare | Gick inte vidare | Gick inte vidare | Gick inte vidare |